# Грузинци в Русия
Грузинците в Русия (на грузински: ქართველები რუსეთში, на руски: Грузины в России) са 32-рата по численост етническа група в Русия. Според преброяването на населението през 2010 г. броят на хората, определили се за грузинци, е 157 803 души, или 0,11% от населението на страната. Според оценки техният брой е 4 пъти по-голям от този на преброяването.
Федералната служба за държавна статистика официално поделя грузинците на няколко етнографски групи: същински грузинци, аджарци, ингилойци, лази, мегрели, свани. В същото време в самата Грузия има и по-малки субетнически групи.

## Численост и дял
Численост и дял на грузинците според преброяванията през годините:
| Преброяване | Численост | Дял (в %) |
| 1926        | 20 551    | 0,02      |
| 1939        | 43 585    | 0,04      |
| 1959        | 57 594    | 0,05      |
| 1970        | 68 971    | 0,05      |
| 1979        | 89 407    | 0,07      |
| 1989        | 130 688   | 0,09      |
| 2002        | 197 934   | 0,14      |
| 2010        | 157 803   | 0,11      |